# Dorothy Kelly
Dorothy Kelly (12 de febrero de 1894 - 31 de mayo de 1966) fue una actriz estadounidense de la época del cine mudo.

## Primeros años
Dorothy Kelly nació en Filadelfia, Pensilvania, y empezó su carrera en el teatro musical, aunque dejó la escena en los primeros años de la década de 1910 para entrar a trabajar en los estudios cinematográficos Vitagraph.

## Carrera
Su primer film, en el que hizo un pequeño papel, fue A Tale of Two Cities, de 1911, en el cual trabajaban las futuras estrellas del cine mudo Norma Talmadge y Mabel Normand. Rodó 70 títulos con Vitagraph Studios y durante ese tiempo actuó junto a casi todos los actores del estudio, incluyendo a John Bunny y su sucesor Hughie Mack, así como a la estrella infantil Bobby Connelly. 
Como muchas de las estrellas del cine primitivo, la carrera de Dorothy menguó al popularizarse los filmes de dos rollos. Abandonó el cine tras rodar el serial cinematográfico de Vitagraph Studios The Secret Kingdom en 1917.
Dorothy Kelly falleció a causa de una hemorragia cerebral en Minneapolis, Minnesota en 1966.
Nelly se casó con Harvey Hevenor el 28 de agosto de 1916.

## Filmografía
- The Awakening (1917/I) .... Marguerite
- The Maelstrom (1917) .... Peggy Greye-Stratton
- The Money Mill (1917) .... Helen Ogden
- The Secret Kingdom (1916) .... Madame Savatz
- The Scarlet Runner (1916) .... Miss Collingwood
- The Law Decides (1916) .... Florence Wharton
- Artie, the Millionaire Kid (1916) .... Annabelle Willowby
- Salvation Joan (1916) .... Madeline Elliston
- The Supreme Temptation (1916) .... Annette
- From Out of the Big Snows (1915)
- The Wheels of Justice (1915) .... Julia Dean
- Four Grains of Rice (1915)
- The Awakening (1915)
- A Wireless Rescue (1915)
- The Battle of Frenchman's Run (1915)
- Twice Rescued (1915)
- Mother's Roses (1915) .... Helen Morrison
- In the Days of Fanny (1915)
- My Lost One (1915)
- Pawns of Mars (1915)
- Forcing Dad's Consent (1914)
- The Greater Love (1914)
- Within an Ace (1914)
- A Double Error (1914)
- The Unwritten Play (1914)
- The Wheat and the Tares (1914)
- The Greater Motive (1914)
- The Apple (1914)
- The Toll (1914)
- Two Stepchildren (1914)
- The Crime of Cain (1914)
- The Antique Engagement Ring (1914)
- Sonny Jim at the North Pole (1914)
- The Vanity Case (1914)
- An Easter Lily (1914)
- 'Fraid Cat (1914)
- The Drudge (1914)
- The First Endorsement (1914)
- Sonny Jim in Search of a Mother (1914)
- The Flirt (1913/I)
- The Tables Turned (1913)
- The Glove (1913) .... La esposa
- An Unwritten Chapter (1913)
- The Snare of Fate (1913) .... Marion Marbury
- An Infernal Tangle (1913)
- A Modern Psyche (1913) .... June
- Tricks of the Trade (1913)
- Disciplining Daisy (1913) .... Daisy
- Bunny Versus Cutey (1913)
- Playing with Fire (1913) .... Marion Harrington
- Bunny's Honeymoon (1913) .... Dorothy
- O'Hara's Godchild (1913) .... Mrs. Tom O'Grady
- The Weapon (1913)
- The Skull (1913)
- Ma's Apron Strings (1913) .... Molly Bush
- My Lady of Idleness (1913)
- All for a Girl (1912) .... Claire Taylor
- O'Hara, Squatter and Philosopher (1912) .... Aileen Sullivan
- The Model for St. John (1912)
- Bettina's Substitute o There's No Fool Like an Old Fool (1912)
- None But the Brave Deserve the Fair (1912)
- The Counts (1912) .... Gladys
- Popular Betty (1912) .... Una rival celosa
- The Lovesick Maidens of Cuddleton (1912) .... Una de las doncellas
- Rip Van Winkle (1912/I) .... Steenie de adulta
- Suing Susan (1912) .... La doncella
- Aunty's Romance (1912) .... Estenógrafa
- The Troublesome Step-Daughters (1912) .... Una hijastra
- On the Pupil of His Eye (1912) .... La pupila del senador
- Pseudo Sultan (1912) .... Una bailarina
- A Tale of Two Cities (1911)